# Parlamentets svarta får
Parlamentets svarta får (engelska: The New Statesman) är en brittisk humorserie som sändes 1987–1994. Rik Mayall spelar den konservative parlamentsledamoten Alan Beresford B'Stard, en parodi på 1980-talets torypolitiker. Serien hade svensk premiär på SVT i december 1989.

## Utmärkelser
Parlamentets svarta får vann BAFTA:s pris som "Bästa komediserie" 1991.

## Rollista i urval
- Rik Mayall – Alan B'Stard
- Marsha Fitzalan – Sarah B'Stard
- Michael Troughton – Sir Piers Fletcher-Dervish
- Peter Sallis – Sidney Bliss
- Benjamin Whitrow – Paddy O'Rourke
- Charles Gray – Roland Gidleigh-Park (säsong 1)
- Steve Nallon – Mrs Thatcher (säsong 1-2)
- Terence Alexander – Sir Greville McDonald (säsong 2–4)